# محمد بن خالد بن يزيد الشيباني
محمد بن خالد بن يزيد الشيباني هو قائد عباسي مسلم نشط في محافظات الخلافة في القوقاز في القرن التاسع الميلاد .
وكان محمد من بنو شيبان، وأصله من ديار بكر في شمال الجزيرة الفراتية، وحفيد يزيد بن مزيد الشيباني. أنشأ يزيد وأبنائه السيطرة الشيبانية على محافظات الخلافة في جنوب القوقاز من خلال مرارا وتكرارا شغل منصب حاكم أرمينية (مقاطعة كبيرة تشمل أرمينيا وأذربيجان الحديثة، ايبيريا والران). خدم والده خالد في نفس المنصب لا يقل عن أربع مرات: في 813/814 م، 828-832 م، لفترة وجيزة في 841م ومرة أخرى بعد فترة وجيزة، وتوفي في المنصب حوالي 844م. ومحمد خلفه في منصبه، واستمرار عمله في قمع الثورات المحلية المختلفة عن طريق الأمراء المسيحية والمسلمة. وبعد إقالته، عاد إلى أرض أجداده في ديار بكر، وأعيد تعيينه كحاكم أرمينية في 857، وبعد أن قام بتصدي لتمرد الأرمن الكبير تحت قيادة بوغا الكبير. وتسلم مهام منصبه مرة أخرى في 878، وعندها -وفقا لتوماس ارتسروني- حاول لتشكيل تحالف مع الحكام المسلمين المحليين الآخرين مثل كايسايتس للحد من تزايد نفوذ أمير الأمراء أشوت الأول ملك أرمينيا، لكنه هزم واضطر إلى الفرار من البلاد . وكان آخر حاكم شيباني علي أرمينية.
ووفقا لمصادر القرون الوسطى العربية أسس محمد مدينة كنجه في 859 م/860 م، وأسست بسبب كنز أُكتشف هناك. وفقا للأسطورة، الحاكم العربي رأي رؤية حيث أن هناك صوت قال له ان كان هنالك كنز مخبأ تحت أحد التلال الثلاث حول أنحاء المنطقة حيث يعسكر. وأمره الصوت له أن يكشف عن ذلك الكنز ويستخدم المال لتأسيس المدينة. وقد فعل ذلك وأٌبلغ الخليفة عن المال والمدينة. جعل الخليفة المتوكل محمد حاكم وراثي في المدينة على شرط أن يعطي المال الذي وجده للخليفة.